# Oxford-összeesküvés
Az Oxford-összeesküvés egy 1462 februárjában leleplezett Lancaster-párti királyellenes szervezkedés volt Angliában.
1461–62 telén szóbeszédek terjedtek Angliában egy Lancaster-párti összeesküvésről. A pletykák arról szóltak, hogy Jasper Tudor, Pembroke grófja Walesbe  készül, Henry Beaufort, Somerset hercege egy kelet-angliai inváziót tervez, egy nagy létszámú spanyol és francia sereg pedig Kentben készül partra szállni. Egy másik szóbeszéd John de Vere-t, Oxford 12. grófját vádolta azokkal a Franciaországból induló rajtaütésekkel, amelyekkel a Lancasterek az új kormányzatot zaklatták. A Yorkok ügynökei által elfogott levelek, amelyeket Anjou Margit angol királyné és Oxford küldött egymásnak, bizonyították, hogy van alapja a pletykáknak. Az összeesküvés pontos természete ismeretlen: Oxford egy Lancaster-invázióra, illetve IV. Eduárd megölésére készülhetett.
1462. február 12-én Oxfordot és fiát, Aubrey de Vere-t a londoni Towerbe zárták. A Yorkok, egyaránt tartva egy belső lázadástól és külső erők angliai inváziójától, keményen lecsaptak a de Vere családra, többeket elítéltek közülük. Aubrey de Vere-t február 20-án végezték ki Westminsterben, apját hat nappal később fejezték le. Mivel Oxford kisebbik fia, John de Vere, Oxford 13. grófja nem került gyanúba, örökölhette apja címét és birtokait. 1468-ban őt is letartóztatták szervezkedés miatt. Hamar szabadult, de mindvégig a Yorkok esküdt ellensége maradt.